# Прехрамбено-шумарска и хемијска школа Сремска Митровица
Прехрамбено-шумарска и хемијска школа једна је од средњих школа у Сремској Митровици. Налази се у улици Змај Јовина 3.

## Историјат
Основана је 1961. као Технолошко-техничка школа. У данашњу зграду се уселила 1963.  Године 1976. прераста у Центар за усмерено образовање „Руђер Бошковић”, којем се 1983. придружује грађевинско-шумарска и дрвопрерађивачка струка и тада добија назив Средња школа хемијско-технолошке, шумарске и дрвопрерађивачке струке „Вељко Влаховић”. Године 1990. јој се придружује и прехрамбена струка па 1993. добија данашњи назив. Броји 850 ученика који су распоређени у тридесет и пет одељења. Садржи образовне профиле Техничар за обликовање намештаја и ентеријера, Пољопривредни техничар, Прехрамбени техничар, Шумарски техничар, Оператер за израду намештаја и Месар у четворогодишњем трајању.